# Valerauga
Valerauga (en francès Valleraugue) és un municipi francès situat al departament del Gard i a la regió d'Occitània.